# FEM (TV-kanal)
FEM är en norsk TV-kanal som visar underhållningsprogram riktade till kvinnor. Kanalen startades den 3 september 2007 i samband med lanseringen av marksänd digital-TV i Norge som TVNorge's första systerkanal i landet.